# Banque de crédit de Moscou
La Banque de crédit de Moscou (russe : Московский кредитный банк) ou Credit Bank of Moscow, abrégé MKB, est une banque russe fondée en 1992 et opérant à Moscou et dans l'oblast de Moscou.
Elle appartient à Roman Avdeev qui est aussi à la tête de la société de développement immobilier d'Ingrad et de l'entreprise Rossium. Jusqu'en 2012, Avdeev était le seul propriétaire de la Moscow Credit Bank qu'il a racheté en 1994. Désormais, il contrôle 55,73 % des actions. La banque a beaucoup gagné en importance en 30 ans, pour devenir selon le magazine Forbes la seconde banque privée russe en 2021, ce qui lui donne une importance systémique.

## Classement
En 2008-2015, la Banque de crédit de Moscou est passée de la 66e à la 12e place des actifs dans la notation des banques russes. Ses fonds ont été multipliés par 20 et ont atteint 115 milliards de roubles.
En 2016, elle est entrée dans le top 10 des principales banques russes.
En septembre 2017, elle est 9e parmi les banques russes en termes d'actifs.
Aujourd'hui, la Banque de crédit de Moscou est la plus grande banque régionale privée de Russie. Elle est dans le top des banques d'importance systémique majeure.

## Gouvernance
Roman Avdeev a été à la fois à la tête du département d'attraction financière internationale et président de la Banque de crédit de Moscou.
Fin 2008, il a démissionné de son mandat de président, tout en restant membre du conseil de surveillance.
En 2012, l'ancien gouverneur du Colorado, Bill Owens (membre du parti républicain et 40e gouverneur de l'État du Colorado de 1999 à 2007), a rejoint le conseil d'administration de la banque, pour en devenir le président en 2013,,.
Fin 2020, CBM organise un prêt de 5,775 milliards d'euros pour le groupe Trafigura dans le cadre de son accord pour acquérir une participation de 10 % dans le projet arctique Vostok Oil de Rosneft.
En mars 2021, CBM achète la banque commerciale industrielle Koltso Urala (« Anneau de l'Oural »), qui était contrôlée par la Société minière et métallurgique de l'Oural. L'accord est évalué à 5,7 milliards de roubles (environ 770 millions de dollars). La Banque continuera à servir les activités de l'UMMC.
En avril 2021, dans la liste Forbes World Best Banks , Moscow Credit Bank se classe au deuxième rang des banques russes.
En juillet 2021, l'agence de notation S&P relève légèrement la note de crédit de MKB de BB- à BB avec une perspective stable. « CBM a démontré la stabilité de son activité dans une situation de marché instable, selon ses indicateurs de pertes sur prêts et ses indicateurs de qualité des actifs », d'après l'agence.
Après que le 23 février 2022, le président russe Vladimir Poutine a annoncé une invasion de l'Ukraine, plusieurs pays, en réponse, imposent des sanctions économiques à plusieurs particuliers, banques et entreprises russes. Le 24 février 2022, le président américain Joe Biden a annoncé des sanctions contre les banques russes (dont la Credit Bank of Moscow dirigée par Owen),. Owen en démissionne le 27 février 2022, en réponse à l'invasion russe de l'Ukraine.